# Eduard Wagner (homme politique)
Pour les articles homonymes, voir Eduard Wagner (homonymie) et Wagner.
Friedrich Eduard Wagner (né le 16 octobre 1868 à Meerane et mort le 4 décembre 1943 à Wurzen) est avocat et député du Reichstag. 

## Biographie
Wagner étudie à l'école de Meerane, au lycée de Zwickau et au lycée Wettiner de Dresde ainsi qu'à l'université de Leipzig. Pendant ses études, il devient membre de l'Association des étudiants allemands de Leipzig. Le 1er Août 1891, il est juriste et docteur en droit. Du 1er octobre 1891 au 30 septembre 1892, il est volontaire pendant un an dans le 9e régiment d'infanterie royal saxon n° 133. Il est ensuite premier lieutenant de l'infanterie de la Landwehr et titulaire du prix 2e classe du service de la Landwehr. Jusqu'au 31 décembre 1896, il est de nouveau juriste à Dresde, Lößnitz, Selva, Penig, Plauen et Dresde. Du 1er janvier 1897 au 31 mars 1898, il est assesseur au tribunal régional de Leipzig, du 1er avril 1900 au 31 mars 1904,  il est assesseur au tribunal de district de Waldheim, du 1er janvier au 31 mars 1900, il est assesseur au tribunal district de Dresde, du 1er avril 1900 au 31 mars 1904, il est juge de district à Radeberg, du 1er avril 1904 au 31 décembre 1904, il est juge de district et juge adjoint au tribunal régional supérieur de Dresde et depuis le 1er Janvier 1905 juge de district au tribunal de district de Dresde. De 1919 à 1925, Wagner est président du tribunal régional de Zwickau et de 1926 à 1934 du tribunal régional de Leipzig. 
Dès sa jeunesse, il est politiquement actif. Étudiant à Leipzig au printemps 1891, il est le premier à proposer de rendre hommage à Bismarck, à Kissingen, à toutes les universités allemandes. Il est également membre du conseil d'administration de nombreuses associations et clubs nationaux, de l'association étatique conservatrice et de l'association conservatrice de Dresde et membre adjoint du conseil médical du bureau de la présidence d'arrondissement de Dresde. Il se présente pour la première fois au Reichstag en 1903 comme candidat de tous les partis nationaux de la 4e circonscription saxonne, mais il est battu par les sociaux-démocrates. 
De 1907 à 1912, il est député du Reichstag du Parti conservateur allemand pour la 9e circonscription du Royaume de Saxe (Freiberg, Hainichen). Après la Première Guerre mondiale, il rejoint le DNVP et devient membre et secrétaire de la Chambre du peuple saxonne en 1919. Entre 1920 et 1922, il est vice-président du Landtag de l'État libre de Saxe et de 1926 à 1929 à nouveau membre. En 1922, il s’est prononcé au Landtag contre la déclaration du 1er mai et du 9 novembre comme jours fériés dans l'État libre de Saxe. 